# Strzelectwo na Igrzyskach Imperium Brytyjskiego i Wspólnoty Brytyjskiej 1966 – karabin małokalibrowy leżąc, 50 m (open)
Strzelanie z karabinu małokalibrowego leżąc z odległości 50 metrów mężczyzn na Igrzyskach Imperium Brytyjskiego i Wspólnoty Brytyjskiej 1966, było jedną z pięciu strzeleckich konkurencji rozgrywanych na igrzyskach w Kingston.
W konkurencji tej wystartowało 31 zawodników z 17 reprezentacji. W zawodach zwyciężył Kanadyjczyk Gilmour Boa, który o dwa punkty wyprzedził Nowozelandczyka Briana Laceya i o trzy punkty Australijczyka Johna Murphy’ego, który zakończył zawody na trzecim miejscu. W zawodach wystartowało też dwóch reprezentantów gospodarzy, którzy jednak uplasowali się w trzeciej dziesiątce. Ostatnią pozycję zajął Abdul Aziz z Pakistanu (uprawiający głównie lekkoatletykę). Do zwycięzcy stracił 36 punktów.
Konkurencja ta w programie igrzysk pojawiła się po raz pierwszy (łącznie z całym strzelectwem, które debiutowało na igrzyskach).

## Wyniki
| Pozycja | Zawodnik            | Reprezentacja      | Suma punktów |
| ------- | ------------------- | ------------------ | ------------ |
| 1       | Gilmour Boa         | Kanada             | 587          |
| 2       | Brian Lacey         | Nowa Zelandia      | 585          |
| 3       | John Murphy         | Australia          | 584          |
| 4       | Thomas Dunn         | Walia              | 583          |
| 5       | Peter Morgan        | Anglia             | 582          |
| 6       | Donald Wilde        | Nowa Zelandia      | 582          |
| 7       | Roland McDonald     | Papua-Nowa Gwinea  | 581          |
| 8       | George Marsh        | Kanada             | 581          |
| 9       | Frank Pacey         | Anglia             | 580          |
| 10      | James Waight        | Honduras Brytyjski | 579          |
| 11      | George Corlett      | Wyspa Man          | 577          |
| 12      | Adam Gordon         | Szkocja            | 576          |
| 12      | Ian Robertson       | Szkocja            | 576          |
| 14      | Richard Winney      | Kenia              | 575          |
| 15      | William J. McMahon  | Papua-Nowa Gwinea  | 574          |
| 16      | N. Dickson          | Irlandia Północna  | 573          |
| 17      | George Branker      | Barbados           | 571          |
| 18      | Roger Benest        | Jersey             | 570          |
| 19      | Milton Tucker       | Barbados           | 570          |
| 20      | Douglas D. Dyer     | Walia              | 570          |
| 21      | Edward Anderson     | Honduras Brytyjski | 569          |
| 22      | Michael Williamson  | Jamajka            | 569          |
| 23      | Michael Papps       | Australia          | 569          |
| 24      | Peter Quilliam      | Wyspa Man          | 569          |
| 25      | Ravi V. Jayewardene | Cejlon             | 568          |
| 26      | Cecily E. Marks     | Kenia              | 566          |
| 27      | Seng Keat Tan       | Malezja            | 566          |
| 28      | Dave Tredant        | Jersey             | 564          |
| 29      | Khan Gulsher        | Pakistan           | 564          |
| 30      | Paul A. Goulbourne  | Jamajka            | 561          |
| 31      | Abdul Aziz          | Pakistan           | 551          |